# Talento Bilingüe de Houston
El Talento Bilingüe de Houston es un Teatro bilingüe Inglés-Español, en el Segundo Barrio del East End, de Houston, Texas en los Estados Unidos. Se encuentra en la intersección de la carretera Jensen y Navigation Drive, junto al parque Guadalupe, y a dos cuadras del centro de Houston.
Arnold Mercado, un puertorriqueño que anteriormente vivía en Nueva York, fundó el Teatro Español de Houston y lo utilizó como un centro Comunitario para contratar a jóvenes actores texanos hispanos y latinos. Mercado dijo que se cambió el nombre del teatro a "Teatro Bilingüe de Houston" después, en 1977, cuando un visitante gubernamental tenía una pregunta sobre el nombre del teatro. Mercado dijo que se cambió el nombre porque, en ese momento, hubo una controversia sobre si el gobierno federal debía financiar programas que no eran solo en inglés.